# Pyrausta pulchripictalis
Pyrausta pulchripictalis is een vlinder van de familie van de grasmotten (Crambidae). De wetenschappelijke naam van deze soort is voor het eerst voorgesteld als Pionea pulchripictalis door George Francis Hampson in een publicatie uit 1895.
De soort komt voor op het hoofdeiland Grenada van Grenada.